# Agenci NCIS: Nowy Orlean
Agenci NCIS: Nowy Orlean – amerykański kryminalny serial telewizyjny emitowany przez CBS, drugi po "Agenci NCIS: Los Angeles" spin-off serialu "Agenci NCIS". Serial był emitowany od 23 września 2014 roku. Jego twórcy to Gary Glasberg i Mark Harmon, którzy są także producentami wykonawczymi. W Polsce serial był emitowany od 4 listopada 2014 roku  do 24 czerwca 2021 roku przez AXN. Serial liczy 7 sezonów wyprodukowanych w latach 2014-2021.

## Fabuła
Serial skupia się na agentach NCIS pracujących w Nowym Orleanie, którzy badają sprawy kryminalne z okolic bazy marynarki wojennej w Pensacoli, stanów Mississippi i Luizjana.

## Muzyka
Motywem przewodnim jest piosenka autorstwa Johna Lee Hookera „Boom Boom” w wykonaniu Big Head Todd and the Monsters.

## Obsada

### Główna
- Scott Bakula jako agent Dwayne Cassius Pride[3]
- Lucas Black jako agent Christopher Lasalle[4]
- Zoe McLellan jako agentka Meredith "Merri" Brody[5] (sezony 1-2)
- CCH Pounder jako patolog dr Loretta Wade[5], lekarz medycyny sądowej
- Rob Kerkovich jako analityk Sebastian Lund
- Shalita Grant jako agentka Sonja Percy (sezony 2-3)
- Daryl "Chill" Mitchell jako specjalista komputerowy Patton Plame (sezony 2-3)
- Vanessa Ferlito jako agentka Tammy Gregorio (sezon 3)

### Role drugoplanowe
- Diane Neal jako Abigail Borin
- Dylan Walsh jako Jim Messier
- Gillian Alexy jako Savannah Kelly
- Clayne Crawford jako Cade LaSalle
- Shanley Caswell jako  Laurel Pride
- Steven Weber jako Douglas Hamilton
- Dean Stockwell jako Tom Hamilton
- Rocky Carroll jako Leon Vance
- Callie Thorne jako Sasha Broussard
- Stacy Keach jako Cassius Pride
- Chad Michael Collins jako pilot myśliwca (2 sezon)[6]
- Alexandra Metz jako Billy S(2 sezon)[7]

### Gościnne występy
- Paige Turco jako Linda Pride[8]
- David McCallum jako dr Donald "Ducky" Mallard
- Pauley Perrette jako Abby Sciuto
- Michael Weatherly jako  Anthony DiNozzo
- Mark Harmon jako Leroy Jethro Gibbs
- Joe Spano jako Tobias C. Fornell

## Odcinki
| Sezon | Sezon | Odcinki | Oryginalna emisja CBS | Oryginalna emisja CBS | Oryginalna emisja    | Oryginalna emisja    | Oryginalna emisja |
| Sezon | Sezon | Odcinki | Premiera sezonu       | Finał sezonu          | Premiera sezonu      | Finał sezonu         |                   |
| ----- | ----- | ------- | --------------------- | --------------------- | -------------------- | -------------------- | ----------------- |
|       | Pilot | 2       | 25 marca 2014         | 1 kwietnia 2014       | 6 maja 2014          | 13 maja 2014         |                   |
|       | 1     | 23      | 23 września 2014      | 12 maja 2015          | 4 listopada 2014     | 9 czerwca 2015       |                   |
|       | 2     | 24      | 22 września 2015      | 17 maja 2016          | 3 listopada 2015     | 18 października 2016 |                   |
|       | 3     | 24      | 20 września 2016      | 16 maja 2017          | 25 października 2016 | 18 lipca 2017        |                   |
|       | 4     | 24      | 26 września 2017      | 15 maja 2018          | 26 października 2017 | 28 czerwca 2018      |                   |
|       | 5     | 24      | 25 września 2018      | 14 maja 2019          | 25 października 2018 | 4 lipca 2019         |                   |
|       | 6     | 20      | 24 września 2019      | 19 kwietnia 2020      | 14 listopada 2019    | 14 maja 2020         |                   |
|       | 7     | 16      | 8 listopada 2020      | 23 maja 2021          | 4 marca 2021         | 24 czerwca 2021      |                   |

## Produkcja
10 maja 2014 roku, stacja CBS zamówiła serial na sezon telewizyjny 2014/2015.

 Pod koniec października 2014 roku, stacja CBS zamówiła pełny sezon serialu.

12 stycznia 2015 roku stacja CBS zamówiła 2 sezon serialu.

25 marca 2016 roku, stacja CBS zamówiła oficjalnie 3 sezon serialu.

23 marca 2017 roku, stacja CBS zamówiła oficjalnie 4 sezon serialu.
18 kwietnia 2018 roku, stacja CBS zamówiła oficjalnie 5 sezon.
Na początku maja 2020 roku, stacja CBS potwierdziła produkcję siódmego sezonu.
W połowie lutego 2021 roku, stacja CBS ogłosiła, że sezon siódmy był ostatnim a kolejny nie powstanie.